# Дюфо, Пьер-Арман
Пьер-Арма́н Дюфо́ (фр. Pierre-Armand Dufau; 15 февраля 1795, Бордо — 22 октября 1877, Париж) — французский журналист, писатель, экономист, деятель по уходу за слепыми.
В 1815 году поступил преподавателем в парижский институт слепых, с 1840 по 1855 был его директором. В 1851 году стал одним из основателей Общества покровительства и помощи для слепых Франции (Société de patronage et de secours pour les aveugles de France).
Как журналист, писал для изданий «Le Temps» и «Le Constitutionnel», директором которого он был в 1834 году. Принимал участие в издании литературного журнала «Mercure du XIXe siècle» и обзорного издания «Revue encyclopédique».

## Издания[3]
- «Plan de l’organisation de l’institution des jeunes aveugles» (Париж, 1833);
- «Des aveugles. Considérations sur leur état physique, moral et intellectuel» (1850);
- «Traite de statistique» (П., 1840),
- «Lettres sur la charité» (1847);
- «Essai sur la science de la misère sociale» (1857) и др.